# Monte Fumo
Il monte Fumo (Rauchkofel o Rauhkofel in tedesco - 3.251 m s.l.m.) è una montagna delle Alpi dei Tauri occidentali (sottosezione Alpi della Zillertal). Si trova lungo la linea di confine tra l'Italia (Regione Trentino-Alto Adige) e l'Austria (Tirolo).

## Toponimo
Il nome tradizionale della montagna è attestato nel XIX secolo come Rauchkofl e significa letteralmente "montagna aspra" (in tedesco "rauher Kofel"). Il nome italiano, creato da Ettore Tolomei, fraintende questa base etimologica e ritiene erroneamente che "Rauch-" significhi "fumo".

## Caratteristiche
Dal versante italiano la sua piramide rocciosa domina la parte alta della valle del torrente Aurino, sovrastando l'abitato di Predoi; da quello austriaco la Zillertal. Non va confuso con una montagna omonima posta sul lato opposto della Valle Aurina in corrispondenza dell'abitato di Cadipietra.

## Ascesa alla vetta
È possibile ascendere alla vetta dal versante meridionale. Lasciata la Lausitzer Weg, un comodo sentiero porta alla quota di 2976 m; da qui si sale con facili passaggi fino all'anticima (3128 m) e quindi alla vetta. Non esistono rifugi nella zona: l'unico punto di ristoro è la Waldner Alm (Malga della Selva) a 2068 m, facilmente raggiungibile da Predoi.